# Earomyia brevistylata
Earomyia brevistylata is een vliegensoort uit de familie van de Lonchaeidae. De wetenschappelijke naam van de soort is voor het eerst geldig gepubliceerd in 1956 door McAlpine.